# Shame for You
Shame for You – singel brytyjskiej wokalistki popowej Lily Allen z jej debiutanckiego albumu studyjnego zatytułowanego Alright, Still. Twórcami tekstu piosenki jest Lily i Blair MacKichan, który zajął się też produkcją. Utwór zawiera sample singla Jackiego Mittoo "Loving You" i wydany został jako strona A czwartego singla Lily "Alfie" w Wielkiej Brytanii przez wytwórnię Regal Recordings. Do tego utworu nie nakręcono teledysku, ale Lily wielokrotnie promowała go na swojej trasie koncertowej przez śpiewanie go.

## Personel
- Wokal - Lily Allen
- Twórca tekstu - Lily Allen, Blair MacKichan
- Producent - Blair MacKichan
- Miksowanie - Future Cut
- Miksowanie pomocnicze - Dan Porter
- Miksowanie końcowe - Darren Lewis, Iyiola Babalola